# Malakoff (Nantes)
Pour les articles homonymes, voir Malakoff.
Malakoff est une partie intégrante de l'un des 11 actuels quartiers de Nantes baptisé « Malakoff - Saint-Donatien ». En tant que quartier prioritaire, le quartier réunit 3 486 habitants en 2018.

## Localisation
Situé au sud-est de la gare ferroviaire, c'est un quartier assez enclavé, délimité au sud par la rive droite de la Loire entre les ponts de la Vendée et Résal, et au nord par les voies de chemin de fer des lignes de Segré à Nantes-État et Nantes à Saint-Gilles-Croix-de-Vie.

## Dénomination
Ce toponyme a d'abord désigné la partie ancienne du quartier situé au sud de la gare qui fut dénommé « Vieux-Malakoff » (avant d'être rebaptisé de nos jours « Pré Gauchet »), dont la dénomination faisant référence au quai homonyme évoquant la bataille de Malakoff en 1855.

## Historique
Sa conception remonte à 1967, où Malakoff fait partie de la ZUP de Beaulieu aménagée par la SELA (Société d'équipement de Loire-Atlantique). Dans un contexte de forte pénurie de logements, il s'agit de construire ici à moindre coût 1 600 logements sociaux.
Les bâtiments du quartier sont construits entre 1969 et 1971 par les architectes Georges Evano (architecte de la ville), Michel Cormier, Choisel, Leroux, Jean-Luc Pellerin et Pierre Thabart.
À l'origine, la cité comporte un ensemble de 11 tours hautes de 16 étages, soit une cinquantaine de mètres chacune, et de 5 bâtiments linéaires bâtis sur plan incurvé (ce qui leur vaut le surnom de « banane » par les habitants) d'une trentaine de mètres de hauteur pour 10 étages.

L'édification de ces bâtiments nécessite l'utilisation de pieux de 30 mètres enfoncés dans un sol de nature marécageuse.
Au milieu de cet ensemble immobilier, les habitants disposent d'un centre commercial.
L'accès n'est cependant pas aisé : le talus qui supporte la voie de chemin de fer ne peut être franchi qu'au niveau des ponts Résal et de la Vendée, par l'intermédiaire du boulevard de Sarrebruck qui longe la Loire, ainsi que par un pont qui passe sous la voie ferrée au nord du quartier et rejoint via le Chemin du Pont-de-l'Arche-de-Mauves, le pont de la Moutonnerie, ainsi que les boulevards de Stalingrad et Ernest-Dalby.
Le quartier est classé en zone urbaine sensible dans les années 2000, avant de devenir un quartier prioritaire en 2015, comme d'autres quartiers de l'agglomération nantaise.
Le quartier est classé depuis 2012 en zone de sécurité prioritaire, un autre quartier social Nantais est visé, le quartier Bellevue qui est entre Nantes et Saint-Herblain, avec renforcement des effectifs de la police nationale. En effet, le quartier « souffre plus que d’autres d’une insécurité quotidienne et d’une délinquance enracinée » et « connaît depuis quelques années une dégradation importante de ses conditions de sécurité ».
Le 16 août 2017, le ministre de l’intérieur Gérard Collomb annonce pour l'été 2019 le déploiement de la police de sécurité du quotidien (anciennement la police de proximité) dans le cadre de la « reconquête républicaine » des quartiers. Comme d’autres quartiers sociaux Nantais, le quartier Malakoff est retenu avec Dervallières et Bellevue,.

## Renouvellement urbain Malakoff-Pré Gauchet
En 2001, la ville de Nantes, dans le cadre d'un Grand projet de ville (GPV), engage une démarche de renouvellement urbain autour du quartier de Malakoff et de celui de la gare baptisé « Pré Gauchet », couvrant 164 hectares. En 2004, une convention est signée entre la ville et l’Agence nationale pour la rénovation urbaine (ANRU), permettant ainsi d’engager la première phase des opérations sur la période 2004-2008 (notamment pour la partie Est du quartier).
Celle-ci consiste notamment à désenclaver le quartier, par la création de deux nouveaux ponts sous chacune des deux lignes ferroviaires (dont l'un remplace un ouvrage jugé trop étroit) afin d'y faire passer le nouveau boulevard de Berlin reliant le quartier de la gare au nouveau pont Éric-Tabarly franchissant la Loire entre Malakoff et l'île de Nantes. Le boulevard de Sarrebruck, jusqu'alors simple voie de transit, est aussi réaménagé avec l'adjonction de ronds-points permettant un accès plus direct au quartier.
Cette première phase permet également d'engager une politique de rénovation du parc immobilier avec la démolition de 397 logements, lesquels seront remplacés par de nouveaux programmes (400 logements en locatif libre ou en accession à la propriété). La totalité des logements sociaux démolis est reconstruite, notamment dans le nouveau quartier mixte du Pré-Gauchet situé à proximité, associant autour du nouveau mail Pablo-Picasso des logements, des équipements, des services et des bureaux directement reliés à la gare de Nantes. En outre, plus de 1 258 logements sociaux sont requalifiés dans la cité HLM.
Enfin, un renouvellement très important des équipements est effectué avec la reconstruction d'un nouveau collège, la restructuration et l'agrandissement des deux écoles primaires, la construction d’un centre de loisirs, de la piscine de la Petite Amazonie et d’une maison de quartier, et la création d’équipements sportifs et associatifs à proximité du parc de la Roche (près de l'usine de Régie de l'eau de la Nantes Métropole, à l'est du quartier).
Une seconde convention avec l'ANRU couvrant la période 2008-2012 concerne la partie ouest et le centre du quartier. Parmi les projets, celui d'un nouveau centre commercial le long du boulevard de Berlin, autour d'un espace baptisé « place Rosa-Parks »,, avec un supermarché à l'enseigne Intermarché ouvert en octobre 2014 et une galerie marchande comportant 8 commerces de proximité, l'édification d'un gymnase, d'un pôle services publics (regroupant la mairie annexe, l'équipe de quartier Malakoff - Saint-Donatien et l'agence de proximité de Nantes Habitat), d'un nouveau bureau de poste et du nouveau siège de l’office HLM Nantes Habitat (opérationnel en juin 2015). L'inauguration de la ligne de Chronobus C3 en octobre 2012 facilite l'accès du quartier aux transports en commun, offre qui doit être complétée par la ligne C5 à la rentrée 2013.
Afin de bénéficier de la présence de nombreuses voies ferrées sur le quartier, Nantes Métropole a émis l'hypothèse d'y établir d'une halte ferroviaire située à l'ouest du quartier de Malakoff au croisement la ligne C5, sur l'axe desservant l'île de Nantes.
Le 7 juin 2019, Nantes Métropole annonce la transformation de la ligne C5 en ligne 5 du Busway pour le printemps 2020.